# Hovd
Hovd, Kobdo o Khovd (del mongol: ᠬᠣᠪᠳᠤ) es la capital del aymag de Hovd, Mongolia. Se encuentra al pie de los montes Altái y por ella pasa el río Buyant Gol.

## Galería

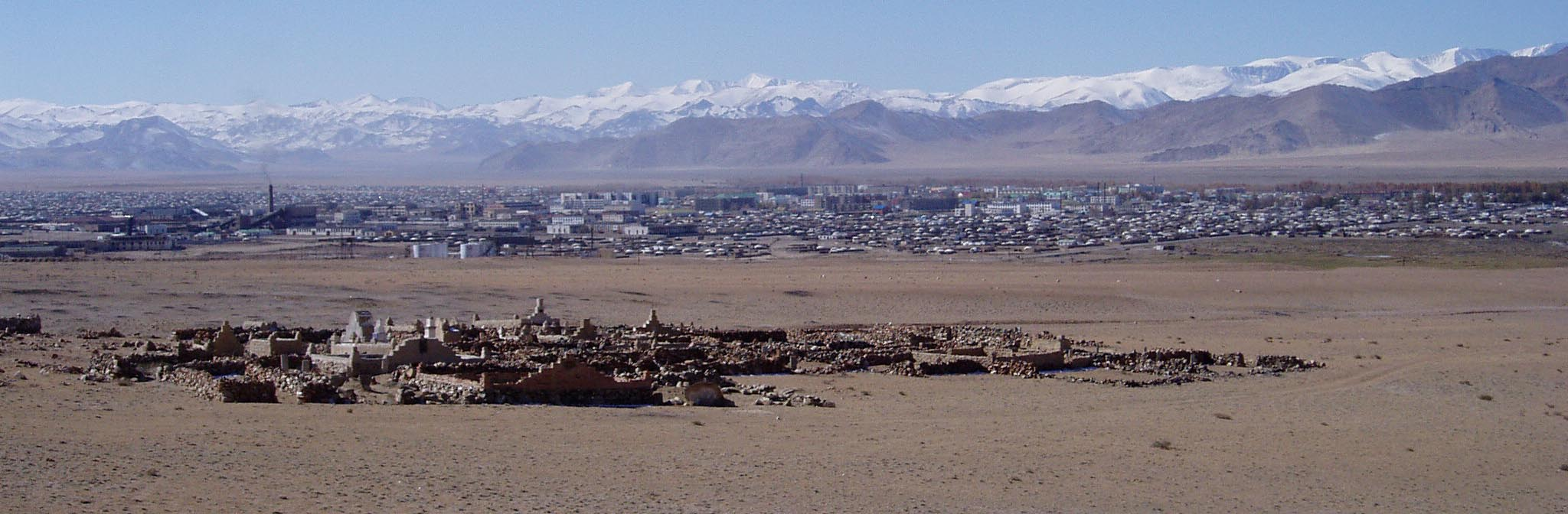
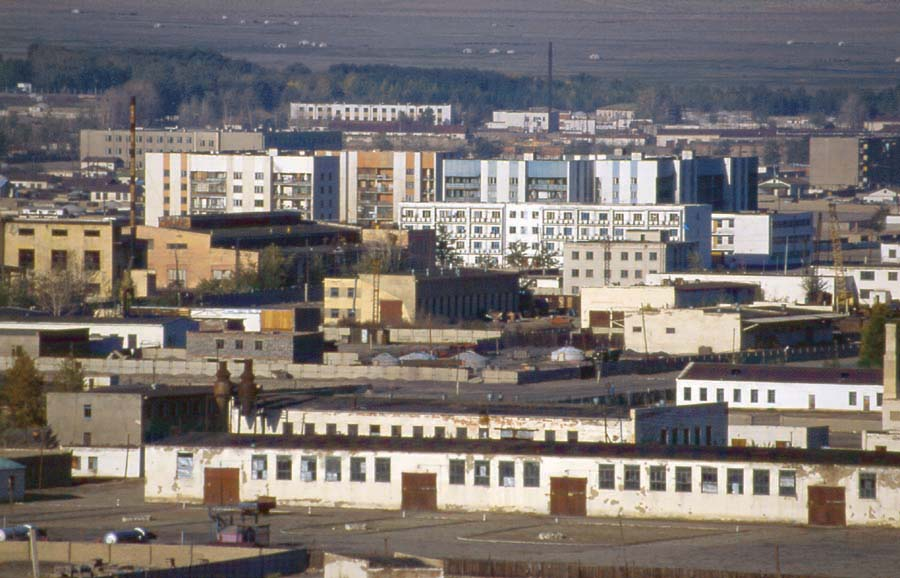

- Datos: Q731256
- Multimedia: Khovd, Khovd / Q731256